# Crist Majestat
|  | No s'ha de confondre amb Crist en Majestat, també conegut com a Maiestas Domini. |

Imatge de la Majestat Batlló.

Un Crist Majestat o simplement una Majestat és una representació del Sant Crist molt característica de l'art romànic i especialment arrelada en l'art romànic català. Es caracteritza pel fet que representa a Crist damunt la creu, vestit amb una túnica llarga fins als peus i lligada amb un cinturó o cinta que penja, mostrant els ulls oberts i els braços estesos quasi horitzontals, sense mostres de patiment. No s'ha de confondre amb la Maiestas Domini ni amb el pantocràtor, els quals representen visions celestials de Crist triomfant.

## Antecedents i descripció
L'origen d'aquestes representacions del Crist crucificat vestit amb túnica es troben en l'art cristià oriental romà d'Orient dels segles vi al x, on els artistes representaven amb una túnica cenyida i sense mànigues anomenada colobium. Aquesta imatge de Crist es va fer molt popular, sobretot a Itàlia on va aparèixer a la ciutat de Lucca (a la Toscana) el Santo Volto, un crist amb aquestes característiques, que va arribar a ésser famós i popular a l'Europa del segle xi.
El crist Majestat crucificat romànic és solemne i és un crist viu, d'ulls oberts, triomfant davant el dolor i la mort. La túnica ja no és el colobium dels romans d'Orient sinó una vestidura principesca que fa l'efecte d'estar confeccionada amb riques teles adornades amb motius moriscs i amb arabescs. Passat algun temps s'incorporarà a la figura una corona reial.

## Classificació i usos en les diferents èpoques
Segons la iconografia cristiana, es podrien dividir les majestats en dos grups. Depenent de l'època i per tant, de la intenció dels artistes, la imatge de Jesucrist va canviant i per tant, també tenen una classificació diferent.
El primer tipus de majestat és el Crist Triomfant en aquest, la imatge de Crist no està degradada pel dolor corporal. És a dir, es presenta un Crist sense les ferides dels claus a les mans ni als peus. Tampoc la corona d'espines (que en moltes èpoques ni s'esculpeix) provoca cap ferida en Jesucrist. A més, aquest sol anar completament vestit, normalment amb la vestimenta típica d'un rei de l'edat mitjana, que el ratifiquen com a figura triomfal. Aquest tipus d'escultura hieràtica, la trobem principalment durant el romànic. La intenció de l'Església era mostrar a Jesús com una figura que no desisteix ni pateix pel seu dolor corporal, mirant sempre endavant, amb un gest de majestat i de domini, donant a entendre que ha vençut sobre els seus executors al no abandonar-se al dolor corpori. D'aquesta manera es contribueix moltíssim a la ultradivinització de la figura de Jesucrist, que representa més a Déu encarnat en home que no pas el fill d'aquest.
El segon tipus, és el que s'anomena Crist Redemptor. Aquesta figura del Maiestas Domini té una intenció i un estil ben diferent al del tipus anterior. En aquest, les marques de les ferides de Jesucrist es remarquen i es solien pintar de vermells molt vistosos amb la intenció de fixar l'atenció en aquests. A més es sol abandonar el hieratisme i es desvesteix a Jesucrist de les seves robes, tapant solament el pubis, de forma que es deixa veure la ferida del costat i les costelles remarcades per la fam. Amb això, l'Església pretenia donar una nova visió de Jesucrist, ja que es van adonar que l'home medieval no s'identificava amb un Crist poderós i divinitzat, sinó que se sentien més propers a un Crist que pateix, sagna, passa fam i té una expressió de desolació absoluta. Aquest últim tipus de figura es comença a veure durant en el romànic, encara que és més típic del Barroc.

## LesMajestatscatalanes
A Catalunya va ser una imatge molt difosa a l'època del romànic; s'acostumaven a col·locar al costat de la porta d'entrada de les esglésies. Tenien un significat i una litúrgia especial, diferent als altres cristos morts i nus. Es creu que aquesta iconografia va ser portada a Catalunya pels pisans, quan van arribar el 1114 per ajudar el comte de Barcelona Ramon Berenguer III a la seva conquesta de les Balears.
Alguns exemples són la Majestat Batlló, la Santa Majestat de Caldes de Montbui o la Majestat de Beget.

## Interpretacions errònies com a santa màrtir
Article principal: Lliberada
Cap al final del segle xiv, començà la veneració d'imatges inspirades per la Santa Faç de Lucca als Països Baixos, Baviera i el Tirol. Amb el temps, la connexió amb la imatge original s'oblidà, especialment perquè el tipus iconogràfic del Crist crucificat havia canviat, passant al Crist despullat i sofrent. El fet que la túnica suggerís la vesta d'una dona, va fer que s'originés la llegenda d'una santa màrtir crucificada, dona amb barba, producte d'un miracle demanat per la mateixa dona, que per evitar un matrimoni convingut, demanà a Déu d'ésser lletja: el miracle consistí en el fet que li sortís barba i el pare de la jove, irat, la va fer crucificar.
Aquesta màrtir va prendre diferents noms en els llocs on es difongué la història, donant lloc a cultes locals: Wilgefortis o Kümmernis als països germànics, Débarras a França, Lliberada (Librada) a Castella i Galícia, o Múnia de Barcelona. L'extensió de la llegenda i la veneració a la santa llegendària va fer que s'inclogués, en 1583, al Martyrologium Romanum, del qual es tragué al segle xix com a santa fictícia.